# أحمد المحسني
جمال الدين أحمد بن محمد بن محسن المحسني (1744 - 1831 م) (1157 - 1247 هـ) 'فقيه جعفري وكاتب وشاعر أحسائي. ولد في المدينة خلال رحلات والده ونشأ في الأحساء تحت رعايته. ذهب إلى العراق لإكمال دراسته وتلقى دروسه الفقهية على جعفر كاشف الغطاء ومحمد حسين الأعرجي الكاظمي ومحمد جواد العاملي. ثم استقر مع عائلته في الدورق/الفلاحية وكان زعيمًا دينيّاً ومرشدًا روحيّاً للشيعة الاثنا عشرية في إقليم عربستان منذ عام 1799 إلى وفاته بها بوباء الطاعون. له مؤلفات عديدة وحواش على كتب فقهية ورسالات وديوان شعر، مخطوط. 

## نسبه الكامل
هو جمال الدين أحمد بن محمد بن محسن بن علي بن محمد بن أحمد بن محمد بن حسين بن أحمد بن محمد بن خميس بن سيف الرَّبعي الأحسائي القُرَيني. وهو أول من لقب بالمحسني في أسرته، نسبة إلى جده ويعد آل المحسني من بيوتات علمية عريقة في الأحساء في قرية القرين.

## سيرته
ولد في المدينة المنورة سنة 1157 هـ/ 1744 م . كان والده محمد يقيم في قرية القرين من قرى الأحساء الشمالية إما هو ولد في المدينة. في ظل رعاية والده عاش وتربى كما تلقى علي أبيه بعض الدروس الأولية. قرأ أولًا على أبيه ثم قرأ اللعمة في ستة أشهر على يد حسين العصفور وأخذ عنه أيضًا جملة من العلوم العقلية والنقلية. 

وهاجر إلى العراق وهناك أكمل تحصيله العلمي في النجف وكربلاء على يد علمائها أنذاك أمثال جعفر كاشف الغطاء ومحمد مهدي بحر العلوم وعلي الطباطبائي وغيرهم. وله من هولاء إجازات بالرواية. من مشايخه في الرواية هم حسين بن محمد آل عصفور، وجعفر بن خضر ومحسن بن حسن الحسيني الأعجري ومحمد جواد بن محمد الحسيني العاملي وعلي بن محمد علي الطباطبائي ومهدي الطباطبائي بحر العولم وأحمد بن زين الدين الأحسائي.

غادر الأحساء إلى بلاد فارس وهاجر منها مع عائلته سنة 1214 هـ/ 1799 م وتوجه نحو عربستان حيث ألقى رحلة في مدينة الدورق/الفلاحية وهناك استقبله رئيس قبيلة كعب وأشراف الدورق واستقرت به الدار فيها حتى وفاته. 

له من الذكور ولدان حسن ويوسف.

## وفاته
توفي بمرض الطاعون في الفلاحية بعربستان سنة 1247 هـ / 1831 م وعن همر يناهز 90 عامًا. ودفن جثمانه في مقبرة الخاصة التي أعدها لفسنه بجوار مسجد المعروف في الفلاحية وبعد توسعة المسجد أصبح قبره داخل مسجد يزار. 

## شعره
قبل أن يصير شاعراً جذبه الجانب الفقهي للعلم و الأدب و الشعر. وله ديوان شعر المخطوط الذي يزيد على ألفي بيت معظم قصائده مؤرخه ما بين عام 1223 هـ/1808 م و 1228 هـ/1813م، فيما بقيه القصائد غير مؤرخه مما يدل على أنّه بدأ إنشاء الشعر في وقت متأخر من حياته. ويغلب على شعره الحب والولاء لأهل بيت النبي محمد من منظور الشيعي. 

ذكره عبد العزيز البابطين في معجمه وقال عنه "شاعر فقيه مقلد، أكثر شعره في المدائح النبوية وآل بيت النبوة، وهي تتضمن مشاهد من التاريخ وذكرًا لمآثر من يمتدحهم، كما نظم في التوسل بأهل البيت، وله قصيدة في الحنين إلى هجر ورفاق صباه فيها، وهو متنوع في فنون العروض، فمنه المربعات والمثنيات كما نظم الأراجيز، وله أبيات في النسيب والهجاء والنصح وغير ذلك من أغراض الشعر ينظمها على الموزون المقفى، في لغته جزالة وبيانه فصيح فيه إفادات واضحة من أساليب البلاغة القديمة، فيأتي شعره متأثرًا بمناهج السلف لغة وبناء ومعاني.
نظم البند، كما نظم باللهجة الدارجة."

## مؤلفاته
له عدة مؤلفات :
- منهل الصفا في أحكام شريعة المصطفى
- شرح المختصر النافع، في الفقه
- وقاية المكلف من سوء الموقف
- رسالة حسنة في الجهر والإخفاف بالبسلمة والتسبيح في الأخيرتين وثالثة المغرب
- رسالة في حجية ظواهر الكتاب الكريم
- رسالة في صلاة الجمعة أيام الغيبة
- رسالة في ما يغفر من الذنوب وما لا يغفر
- فائدة في النسبة بين الكفر والشرك
- الحاشية على كتاب التنقيح الرائع
- الحاشية على تهذيب الأحكام للطوسي
- الحاشية على قواعد الأحكام للحلي
- الحاشية على مدارك الأحلام ، للعاملي
- الحاشية على مسالك الأفهام للشهيد الثاني
- الحاشية على مفاتيح الشرائع للفيض الكاشاني
- مجموعة فوائد ونوادر كثيرة ومختلفة
- ديوان شعر، يزيد على ألفي بيت معظمه في شأن النبي محمد وأهل بيته، وفي آخره بعض القصائد باللهجة الدارجة.

## وصلات خارجية
- في معجم البابطين